# Gołopupowskie powstanie
Gołopupowskie powstanie (ros. Голопуповское восстание) – antysowieckie wystąpienie zbrojne w Kraju Krasnojarskim pod koniec 1920 r.
W I połowie listopada 1920 r. wybuchło powstanie antysowieckie we wsi Gołopupowka w kańskim ujeździe. Było to związane z represjami prowadzonymi przez bolszewików. Na czele ok. 700-600 powstańców stanął b. carski wojskowy płk Zielencow. 10 listopada zajęli oni wsie Bolszaja Uria i Amonasz. Powstanie ogarnęło obszar 11 wołosti krasnojarskiego, kańskiego i aczinskiego ujezdów. Jednemu z oddziałów udało się zdobyć wieś Wierchnie-Amonoszewskoje. W rejonie wsi Nagornyj do powstańców przyłączyło się ok. 200 czerwonoarmistów z batalionu ochronnego z karabinem maszynowym. Powstańcy próbowali przeprowadzić mobilizację miejscowych chłopów, ale bezskutecznie. Wkrótce jednak siły powstańcze zostały okrążone 12 listopada we wsi Wierchnij Amonasz przez wojska bolszewickie. Uzbrojenie miała jedynie 1/3 powstańców. Po 2 dniach ciężkich walk powstańcy zostali rozbici. Zginęło ok. 70 spośród nich i 2 czerwonoarmistów (7 zostało rannych). Ponad 160 powstańców dostało się do niewoli. Ponad 300 udało się zbiec do lasów w kierunku południowo-zachodnim. W ciągu miesiąca zostali jednak schwytani lub zabici. Bolszewicy aresztowali wielu chłopów. Latem 1921 r. 10 organizatorów powstania na czele z płk. Zielecncowem zostało rozstrzelanych w Kańsku.